# Listoklasec
Listoklasec (Phyllostachys) je rod rostlin patřící do čeledi lipnicovité (Poaceae).

## Použití
Některé druhy lze použít jako okrasné rostliny. Je to efektní solitéra.Vyžaduje světlé, nebo polostinné stanoviště.